# Делтиология
Делтиологията (от гръцки δελτίον, писмо; и -λογία, наука) е проучването и колекционирането на пощенски картички.
Най-голямата колекция от пощенски картички притежава Марио Морби от Великобритания, която се състои от 1 000 265 картички. Това е официалният рекорд, одобрен от Книгата на рекордите Гинес, като от 1991 г. насам в тази категория не е вписвано нищо.